# Relaciones Gabón-México
Las naciones de Gabón y México establecieron relaciones diplomáticas en 1976. Ambas naciones son miembros de las Naciones Unidas.

## Historia

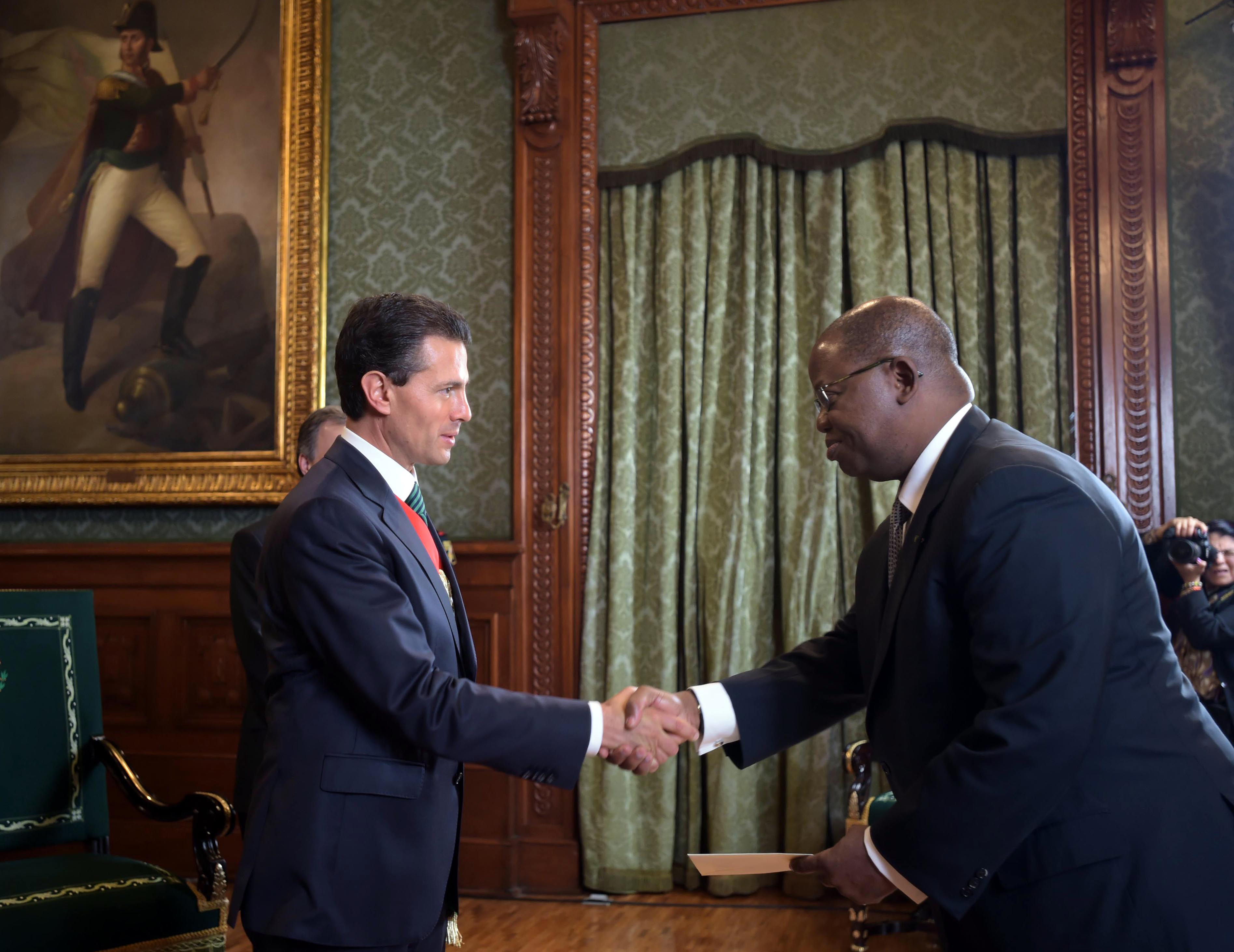
El embajador de Gabón no-residente, Michael Moussa-Adamo, con el presidente mexicano Enrique Peña Nieto en la Ciudad de México; junio de 2015.

El tráfico de esclavos africanos en el continente americano se debió al período de la conquista y la colonia entre 1519 y 1810. Gaspar Yanga era originario de Gabón y fue capturado y vendido como esclavo y llevado a México. Era conocido por ser el líder de una colonia de esclavos en las tierras altas del estado de Veracruz, México, durante el período inicial del dominio colonial español. Yanga es conocido por resistir con éxito un ataque español a la colonia en 1609. Los cimarrones continuaron sus incursiones en los asentamientos españoles. Finalmente, en 1618, Yanga logró un acuerdo con el gobierno colonial para el autogobierno del asentamiento cimarrón. 
Gabón y México establecieron relaciones diplomáticas en marzo de 1976. Los vínculos se han desarrollado principalmente en el marco de foros multilaterales. En marzo de 2002, el presidente de Gabón, Omar Bongo, visitó Monterrey, México, para asistir a la Conferencia Internacional sobre la Financiación para el Desarrollo junto con su homólogo, Vicente Fox.
En septiembre de 2010, el presidente de la Asamblea Nacional de Gabán, Guy Nzouba-Ndama, asistió en representación del Presidente Omar Bongo a los festejos del Bicentenario de la Independencia de México. En noviembre de 2010, el gobierno de Gabón envió una delegación de veinte miembros para asistir a la Conferencia de las Naciones Unidas sobre el Cambio Climático de 2010 en Cancún, México. En 2011, el gobierno mexicano, a través del Instituto Nacional de Antropología e Historia, donó 500 libros a la Escuela Normal Superior de Libreville para fomentar el conocimiento sobre México en Gabón.
En abril de 2014, el director de Estudios, de Coordinación Estadística y de Informática, Symolin Onda Meto'o, visitó México en el marco de la Primera Reunión de Alto Nivel de la Alianza Global para la Cooperación Eficaz al Desarrollo. También, con motivo de la V Asamblea del Fondo para el Medio Ambiente Mundial, el director general de Medio Ambiente y Protección de la Naturaleza de Gabón, Louis Léandre Ebobola Tsibah, visitó Cancún en mayo de 2014.

## Acuerdos bilaterales
Ambas naciones han firmado algunos acuerdos bilaterales, como un Acuerdo de Cooperación (1976); Acuerdo de Cooperación Cultural, Científica y Técnica (1976); y un Acuerdo Comercial (1976).

## Misiones diplomáticas
- Gabón está acreditado ante México a través de su embajada en Washington D. C., Estados Unidos.[5]
- México está acreditado ante Gabón a través de su embajada en Abuya, Nigeria.[6]